# UCI Women's Team
Un UCI Women's Team és la denominació dels equips ciclistes femenins per la Unió Ciclista Internacional.
Aquests equips competeixen en les principals curses de ciclisme femení, com l'UCI Women's WorldTour, el Calendari UCI femení, i anteriorment el Campionat del món en contrarellotge per equips.
Els UCI Women's Team estan estructurats d'acord amb les regulacions presentades per l'UCI, com tenir un representant de l'equip, patrocinadors i tota la resta de personal (director esportiu, entrenadors, personal de logística) contractat pel representant o pel patrocinador de l'equip, amb la fi d'assegurar de forma permanent el funcionament de l'equip.
Les ciclistes integrants de l'equip han de ser entre 8 i 16. A part poden existir 4 ciclistes suplementàries per participar en una altra disciplina com el ciclocròs, el ciclisme en pista o el ciclisme de muntanya.
Entre el 2020 i el 2024, hi va haver dues categories d'equips reconegudes per la UCI: els UCI Women's WorldTeams i els equips continentals femenins de la UCI. Inicialment prevista per al 2026, una nova categoria veurà la llum el 2025: les UCI Women's ProTeam, que se situen entre la categoria WorldTeams (1a divisió) i la dels continentals (3a divisió).